# Atimia gannoni
Atimia gannoni là một loài bọ cánh cứng trong họ Cerambycidae.